# Phyllophaga cribrosa
Espèce
Phyllophaga cribrosa est une espèce de coléoptères noirs de la famille des Scarabaeidae, de la sous-famille des Melolonthinae  et du genre Phyllophaga. Il est endémique du sud des États-Unis et du nord du Mexique.

## Description
C'est un petit scarabée noir. Le mâle, long de 17 mm et large de 10,5 mm, est robuste et ovale, légèrement convexe dorsalement, s'effilant progressivement postérieurement. La femelle est plus grande : elle mesure 19 à 19,5 mm de long et 11,5 à 12,5 mm de large. Elle est robuste gibbeuse, gonflée postérieurement ; la région humérale est rétrécie.

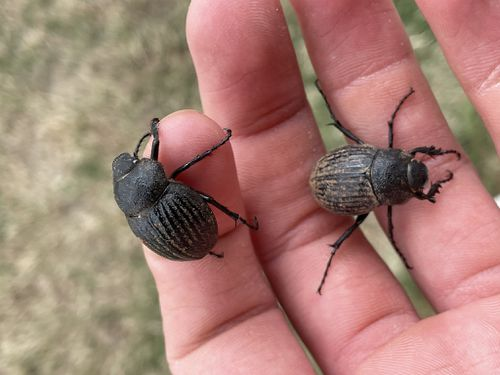
Deux individus.
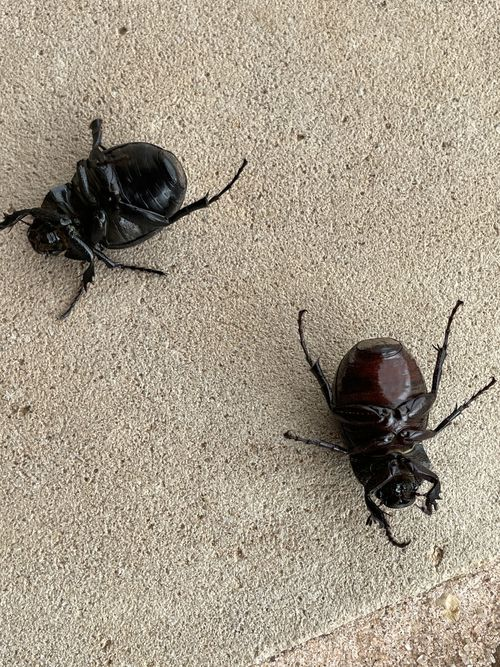
Deux individus sur le dos.
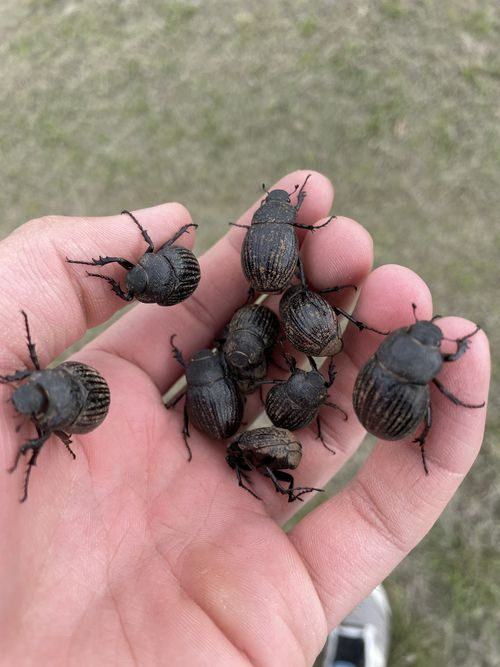
Une dizaine d'individus tenant sur une seule main.

## Systématique
Le nom scientifique complet (avec auteur) de ce taxon est Phyllophaga cribrosa (LeConte, 1853).
Cette espèce a d'abord été classée dans le genre Tostegoptera sous le basionyme Tostegoptera cribrosa LeConte, 1853.
Phyllophaga cribrosa a pour synonymes :
- Tostegoptera cribrosa LeConte, 1853
- Tostegoptera ventricosa LeConte, 1853

Remarque : jusqu'à présent, seul GBIF attribue encore la famille Melolonthidae au genre Phyllophaga et à ses espèces.